# Patriarca Benjamí I
|  | Per a altres significats, vegeu «Benjamí I d'Alexandria». |

Benjamí I (en grec Βενιαμίν Αʹ) va ser Patriarca de Constantinoble de l'any 1936 al 1946. Va néixer a Edremit el gener de 1871. Entre els anys 1889 i 1896 va estudiar a l'Escola Teològica de Halki. Ordenat diaca, va ser ardiaca i protosincel·le amb el patriarca Joaquim III.
L'any 1912 va ser nomenat metropolità de Rodes, i el 1913 de Silibria, encara que el mateix any el van nomenar metropolità de Filipòpolis, però no va exercir el càrrec per l'inici de la Primera Guerra Mundial.
El 1933 va ser nomenat metropolità d'Iràklio (Càndia), a Creta. El 18 de gener de l'any 1936, després de la mort de Foci II, va ser elegit patriarca de Constantinoble, una elecció que va causar sorpresa perquè ningú no l'esperava. Durant la Segona Guerra Mundial, Benjamí, que ja estava malalt, va exercir amb poca energia els seus deures de Patriarca, responsabilitat que va recaure en el metropolità de Calcedònia i amb el Sant Sínode.
Benjamí va morir a Istanbul el 17 de febrer de 1946, a causa d'una bronquitis i va ser succeït per Màxim V. A la convenció nacional de l'Arxidiòcesi ortodoxa grega d'Amèrica d'aquell any, es van fer dos minuts de silenci en honor de Benjamí i un delegat del papa Pius XII va assistir al seu funeral.